# Brandon Anderson
Brandon Anderson (Mahwah, 12 juni 1998) is een Amerikaans basketballer.

## carrière
Anderson speelde van 2016 tot 2020 collegebasketbal voor de Brown Bears. Hij werd niet geselecteerd in de NBA draft in 2020 en tekende een contract bij de Worcester Wolves. Hij speelde een seizoen bij de Wolves en tekende het seizoen erop in Portugal bij Ovarense Basquetebol waar hij MVP van het reguliere seizoen werd.
Voor het seizoen 2022/23 tekende hij een contract bij het Hongaarse BC Körmend waarvoor hij een Europese wedstrijd speelde. Hij tekende midden november een contract bij het Belgische Antwerp Giants. Hij won met de Giants de Belgische beker. In de zomer van 2023 tekende hij een contract bij de Roemeense eersteklasser CS Phoenix Brasov.

## Erelijst
- Portugese competitie MVP: 2022
- Belgisch bekerwinnaar: 2023